# Жан Луї Мартен Кастаньє
Жан Луї Мартен Кастаньє (Jean Louis Martin Castagne; 11 листопада 1785, Марсель — 17 березня 1858, Мірамас) — французький ботанік і міколог.

## Біографія
Він народився в родині купця в Марселі. В юності працював у банківській справі в рідному місті. У 1814 році він переїхав до Константинополя як представник сімейного бізнесу, а в 1820 році отримав посаду заступника комерції в Константинополі. У 1833 році він повернувся до Франції, зрештою оселився в місті Мірамас, де в 1846 році був призначений мером.
На його честь названо рід бурих водоростей Castagnea (Derbès and Solier, 1856), вид червоних водоростей Polysiphonia castagnei (Kützing, 1863) і рід грибків Castagnella (G.Arnaud 1914).

## Основні праці
- Observations sur quelques plantes acotylédonées de la famille des urédinées et dans les sous-tribus des némasporées et des aecidinées, 1842 — Спостереження за деякими безплідними рослинами родини Uredineae.
- Catalog des plantes qui croissent naturellement aux environs de Marseille, 1845 — Каталог рослин, що походять з околиць Марселя.
- Catalog des plantes qui croissent naturellement dans le département des Bouches-du-Rhône (разом з Августом Альфонсом Дербесом), 1862 р. — Каталог рослин, які походять із департаменту Буш-дю-Рон.[10]